# Florian Weißkirchen
Florian Weißkirchen (* 22. September 1998) ist ein deutscher Floorballspieler, der beim Bundesligisten SSF Dragons Bonn unter Vertrag steht.

## Karriere
Weißkirchen durchlief die Jugendmannschaften der SSF Dragons Bonn. Im Jahr 2017 wechselte Florian Weißkirchen von Bonn zu Chur Unihockey. Für die U21 von Chur Unihockey absolvierte er insgesamt 24 Spiele. Nach einer Saison wechselte Weißkirchen zurück nach Bonn. Mit den SSF Dragons Bonn stieg er zur Saison 2018/19 in die 1. Floorball-Bundesliga auf. Weißkirchen ist im Kader der deutschen Nationalmannschaft.